# Dex
Dex es un videojuego de rol de acción de desplazamiento lateral desarrollado y publicado por Dreadlocks Ltd. El juego fue financiado en Kickstarter y se lanzó en 2015.

## Jugabilidad
Dex es un videojuego de plataformas de desplazamiento lateral en 2D centrado en la exploración y la jugabilidad no lineal, asemejándose a un juego de rol. El jugador controlará al personaje homónimo, Dex, recibiendo misiones de los NPC. Cada misión tiene múltiples soluciones posibles y dependerá del jugador cuál elegir.
El jugador recibirá puntos de experiencia por cada misión completada o enemigo asesinado. Los puntos de experiencia otorgarán puntos de habilidad que se podrán gastar en las habilidades del personaje. Las habilidades incluyen pelear, disparar, hackear y abrir cerraduras.

## Trama
La historia se centra en Dex, una joven que vive en Harbor Prime. Harbor Prime es una ciudad controlada por corporaciones que están integradas en una autoridad secreta conocida como el Complejo. Dex se convierte en un objetivo del Complejo que envía a sus asesinos tras ella. Dex es salvada por un hacker conocido como Raycast que la guía a un lugar seguro. Raycast revela que Dex es el «fragmento de Kether», un programa supremo de Inteligencia Artificial creado por el Complejo. Este programa fue cerrado cuando el Complejo perdió el control del mismo. Dex se convierte en parte de la resistencia contra el Complejo.

## Desarrollo y lanzamiento
El juego fue anunciado en la Game Developers Session 2012 y originalmente estaba programado para ser lanzado en 2013. A fines de 2012, los desarrolladores comenzaron una campaña de Kickstarter, que comenzó el 12 de noviembre cuando el estudio pidió £14.000. La cantidad se alcanzó una semana después y al final el juego recibió £30.647. El 4 de noviembre de 2012, Dex recibió luz verde para Steam.
La primera versión de la versión Alpha se lanzó en acceso anticipado el 14 de agosto de 2014. Presentó una cantidad limitada de misiones y ubicaciones. La segunda versión se lanzó tres meses después, presentando más misiones, ubicaciones y personajes. La versión Beta se lanzó el 1 de abril de 2015, agregando casi todas las características previstas para la versión final, incluida la historia, y se publicó solo en Steam Beta Build. La versión final se lanzó el 7 de mayo de 2015.
Una versión física producida por los editores PQube y BadLand Games para la consola PlayStation 4 se lanzó el 29 de julio de 2016.

## Recepción
Dex recibió críticas mixtas tras su lanzamiento. Arcade Sushi elogió el sistema de juego que «combina sprites 2D expresivos y plataformas nostálgicas con algo de acción-RPG moderna de primera calidad». También elogió la historia y su familiaridad con Deus Ex y Shadowrun. Por otro lado, el sistema de guardado fue criticado al igual que el sistema de diario. La reseña también mencionó algunos errores menores, pero en general fue positiva y calificó a Dex como un «juego sólido en el que vale la pena invertir». El sitio web checo Zing aclamó la atmósfera del mundo del juego y la historia junto con la banda sonora. Las misiones secundarias que incluyen la posibilidad de tomar una decisión también fueron aclamadas. Sin embargo, criticó la cantidad de bugs y señaló que Dex debería haber permanecido un poco más en acceso anticipado. Dex ganó el Premio al Juego checo del año por su contribución artística a la producción de videojuegos checa en 2014.
El sitio web Games.cz votó a Dex como el mejor videojuego checo desarrollado en 2015. Señalaron que el juego no habría sido nominado para el título en el lanzamiento debido a la gran cantidad de bugs que arruinaron la experiencia, pero Dreadlocks lanzó múltiples actualizaciones de corrección de bugs y mejoras del juego desde entonces. La revisión señaló que después de estas actualizaciones, Dex «es el mejor título indiscutible» entre los juegos checos de 2015. Game Obscura también aclamó la edición mejorada, diciendo que «es un juego imprescindible para los fanáticos de los juegos de rol ciberpunk».
La versión de consola ha recibido críticas más positivas que la versión para PC alcanzando una calificación de 69% en el sitio web agregador de reseñas Metacritic. Elias Blondeau de CGMagazine elogió la historia y la jugabilidad llamando a Dex «el mejor juego de Ghost in the Shell que hemos tenido». Digitally Downloaded comparó a Dex con The Technomancer. Elogió a Dex por su jugabilidad, pero criticó la narrativa. Lauren Relph aclamó el diseño artístico y la inspiración de varias fuentes ciberpunk como Blade Runner. Otro elogio fue para la historia y los personajes bien interpretados. Relph, por otro lado, criticó las mecánicas de combate y de hackeo. Relph concluyó su reseña: «Un juego modesto y agradable con una selección de grandes personajes y una historia que a menudo da que pensar. Dex es un proyecto sólido, claramente elaborado con amor. Si bien sus mecánicas de combate y hackeo son deficientes, la mayor parte de la experiencia es profunda e interesante». ZTGD publicó una reseña negativa que criticaba el combate, la historia y los controles. También notó problemas de rendimiento con la versión de Xbox One. Su conclusión fue: «Dex nunca se destacó lo suficiente para mí. La historia genérica y llena de clichés me dejó frío, y los problemas técnicos hicieron que el juego fuera difícil de gustar. Sin embargo, vale la pena señalar que los diversos problemas de rendimiento que encontré en Xbox One no estaban presentes en la versión para PC. Entonces, si sientes que necesitas probar Dex y tienes la capacidad de hacerlo, consíguelo en PC. No difiere mucho en general, pero al menos será un poco más agradable de jugar». Brandon Marlow escribió otra crítica negativa. Elogió el mundo y la historia del juego, destacando personajes y lugares interesantes; pero criticó su jugabilidad, a la que llamó una «aventura aburrida».